# Hiroyuki Omata
Hiroyuki Omata (født 1. september 1983) er en tidligere japansk fodboldspiller.
Han har spillet for flere forskellige klubber i sin karriere, herunder FC Tokyo, Omiya Ardija, Shonan Bellmare, Cerezo Osaka og Avispa Fukuoka.